# Псевдо-Аристотель
Псе́вдо-Аристо́тель — общее имя для авторов философских и медицинских работ, приписывавших свои труды Аристотелю, а также для тех, чьи работы были позже приняты за работы Аристотеля. В Средние века многие европейские и арабские авторы выдавали свои труды за аристотелевские, так как это приносило их трудам известность и признание. Эти сочинения являются примером псевдоэпиграфики.

## История
Первые псевдо-аристотелевские произведения были созданы представителями перипатетической школы, основанной самим Аристотелем. Тем не менее, гораздо большее число работ было написано значительно позже, в Средние века. Поскольку Аристотель создал такое множество произведений разнообразной тематики, было возможно приписывать ему тексты на самые различные предметы. Приписывание имени Аристотеля к работе гарантировало ей некоторое уважение и признание, поскольку Аристотель считался одним из самых авторитетных древних авторов для ученых людей как христианской Европы, так и мусульманских арабских стран. Как правило, не известно, был ли приписан Аристотелю текст его собственным автором или кем-то другим, кто пытался популяризировать подобные работы, используя имя философа.
В Средние века в обращении находилось более ста псевдо-аристотелевских произведений. Их можно разделить на три группы по изначальному языку, на котором написан текст, а именно латынь, греческий и арабский. Группа работ на латыни является самой маленькой, в то время как арабские работы являются самыми многочисленными. В Средневековье многие арабские произведения были переведены на латынь. Большинство из них охватывает оккультные темы, такие как алхимия, астрология, хиромантия и физиогномика. Другие тексты относились к греческим философским предметам — чаще к платоновским и неоплатоническим школам, чем к перипатической. Арабский Secretum Secretorum был определённо самой популярной псевдо-аристотелевской работой и даже был более распространен, чем любое из подлинных произведений Аристотеля.
Создание псевдо-аристотелевских произведений продолжалось еще долго даже после Средних веков. «Шедевр Аристотеля» — это пособие по сексуальным практикам и акушерству, впервые опубликованное в 1684 году и ставшее очень популярным в Англии. Оно все еще продавалось в начале 20 века и, вероятно, было самой тиражированной книгой по медицинской тематике в 18 и начале 19 века.

## Известные сочинения
- Aristotle’s Masterpiece (1684)
- De Proprietatibus Elementorum (9—10 века н. э.)
- Liber de Causis
- De mirabilibus auscultationibus
- De Mundo (4—3 века до н. э.)
- Rhetorica ad Alexandrum
- Secretum Secretorum
- Теология Аристотеля
- Physiognomonica (приблизительно 300 год до н. э.)
- De Melisso, Xenophane, Gorgia